# Palais de la Bourse (Marseille)
Pour les articles homonymes, voir Palais de la Bourse.
Le palais de la Bourse est un des monuments de Marseille situé sur la Canebière dans le quartier de Belsunce, dans le 1er arrondissement. Il est le siège de la Chambre de commerce et d'industrie Marseille-Provence.

## Historique

### Étude et dévolution de l'édification
Devant l'insuffisance de ses locaux, la chambre de commerce décidait le 18 juillet 1834 la construction d’une nouvelle Bourse plus vaste et plus conforme au rayonnement du commerce marseillais. Le choix de l’emplacement à retenir fut délicat et divisa profondément les commerçants et les utilisateurs de la bourse : certains voulaient une construction près de la mairie, d'autres une implantation près de la place royale actuellement place du général de Gaulle. Sébastien Berteaut (1807-1874), secrétaire de la chambre de commerce, penchait pour la deuxième solution « À Marseille le port est le centre et sur ce port la Canebière est le point où viennent se rencontrer les deux moitiés de la ville, c'est donc là qu’un palais véritablement central doit s’élever ».
Après la révolution de février 1848, le projet fut de nouveau étudié et, sur proposition du préfet, une commission d'étude fut constituée par arrêté préfectoral du 15 mars 1850. Cette commission propose de placer l’édifice en alignement de la Canebière et en face de la place de la république, ancienne place royale.
Pascal Coste, architecte en chef de la ville, fut chargé dès le 8 décembre 1849 par Fabricius Paranque savonnier, président de la chambre, d’établir le projet. Le 15 décembre 1851 le Prince Président Louis Napoléon Bonaparte signait le décret d'utilité publique afin de donner par ailleurs du travail à de nombreux ouvriers. Il fallut exproprier 65 immeubles dont la destruction commença en 1852. Le 26 septembre 1852 le prince Louis Napoléon Bonaparte posait solennellement la première pierre en présence du préfet Suleau et du maire de Chanterac. Cette manifestation fut toute symbolique car les premiers travaux ne commencèrent qu'en 1854 après dévolution des travaux à l’entrepreneur Louis Rabatu par décision du 25 juillet 1853.

Plans de Pascal Coste
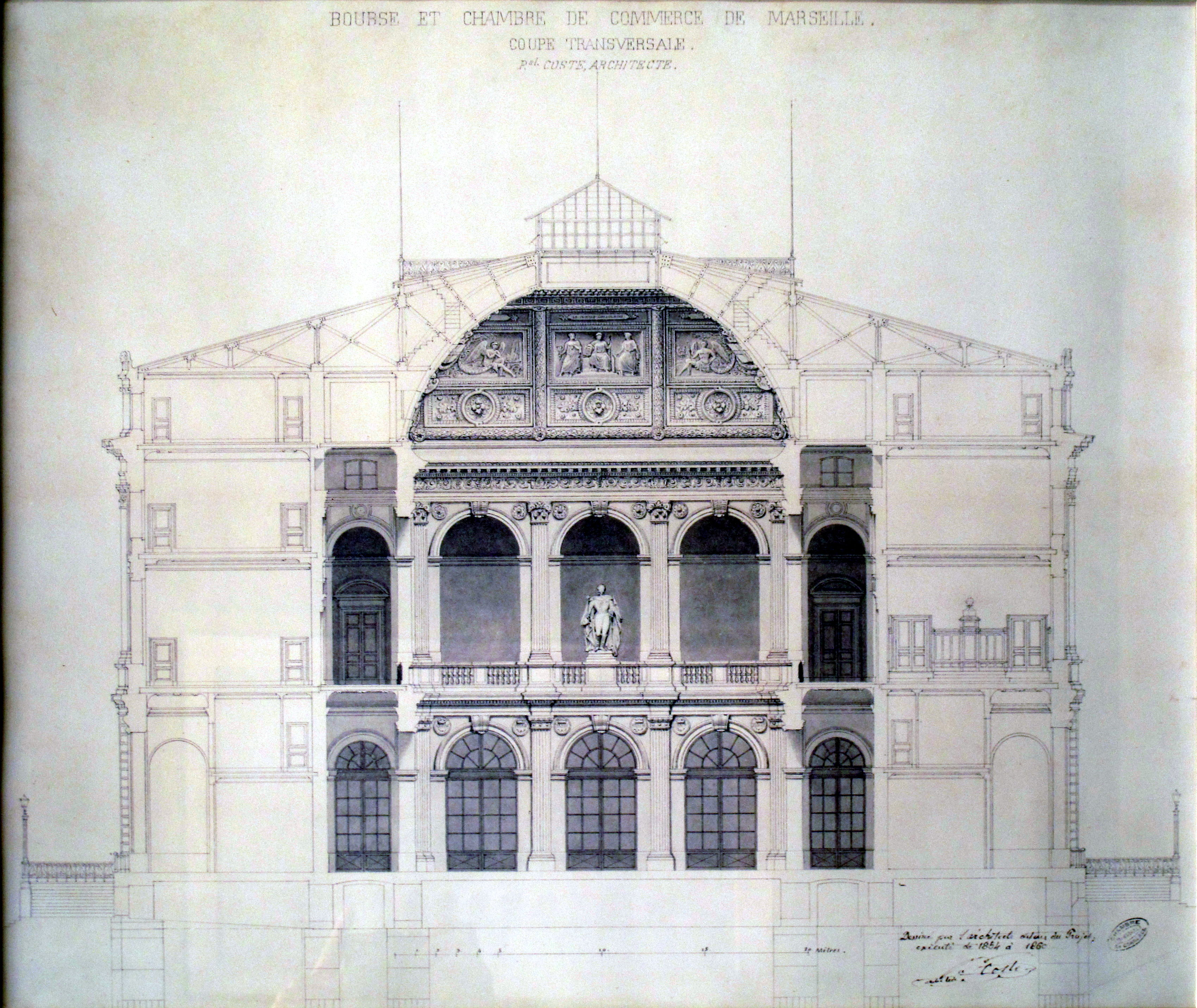
Coupe
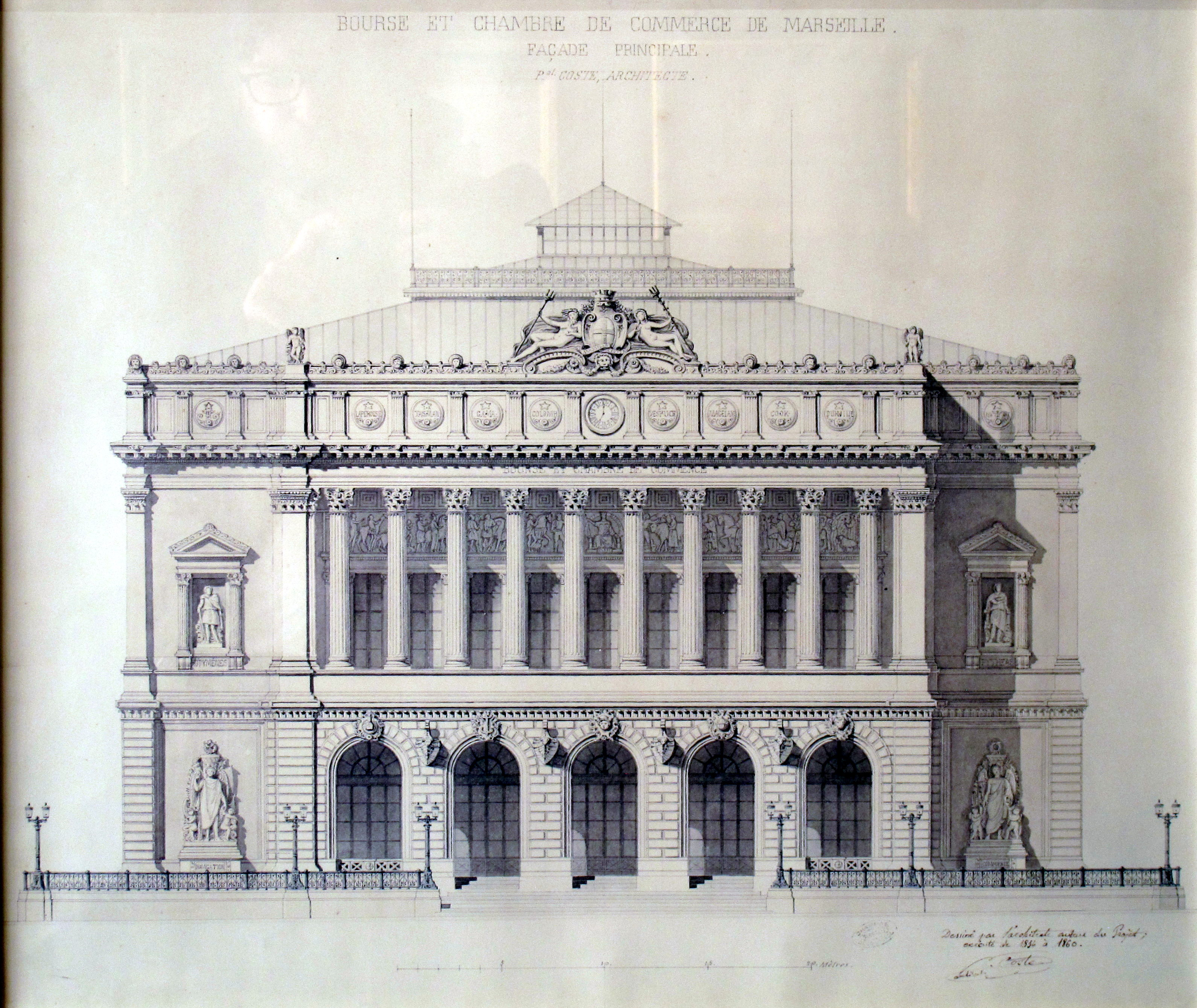
Façade

### Réalisation des travaux

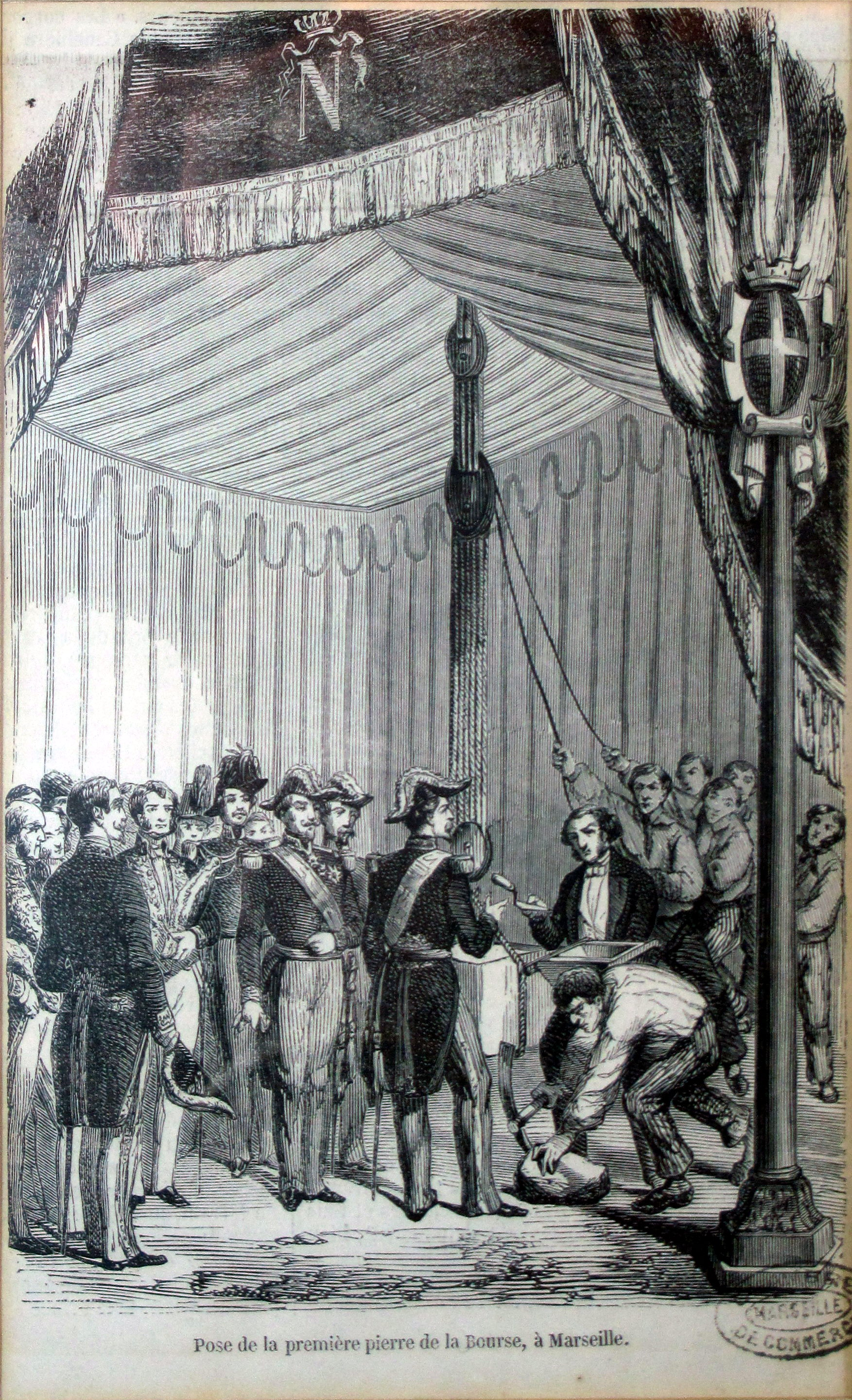
Pose de la première pierre.

La construction se heurta à plusieurs difficultés provenant de la nature du sous-sol qui se trouvait non loin de l'ancienne corne du port. De nombreuses venues d’eau rendirent les travaux très pénibles. La nature argileuse des terrains nécessita la réalisation de fondations spéciales pour stabiliser le sous-sol. Il fallut enfoncer des pieux en bois de 2 à 5 mètres de profondeur sur lesquels 1,5 mètre de béton de pouzzolane fut coulé. Il fallut également résoudre des problèmes délicats de transport de lourdes pierres en provenance des carrières de la Couronne, de Beaucaire et de Cassis pour les fondations et de Fontvielle pour le restant de la construction.
Aucun entrepreneur de la région ne pouvant exécuter les charpentes en fer, technique innovante pour l'époque, l'architecte Coste et son adjoint Ferrié firent appel à un spécialiste de Paris, Roussel. Dans le courant du mois d'août 1860 l'édifice fut achevé pour l'essentiel.

### Inauguration

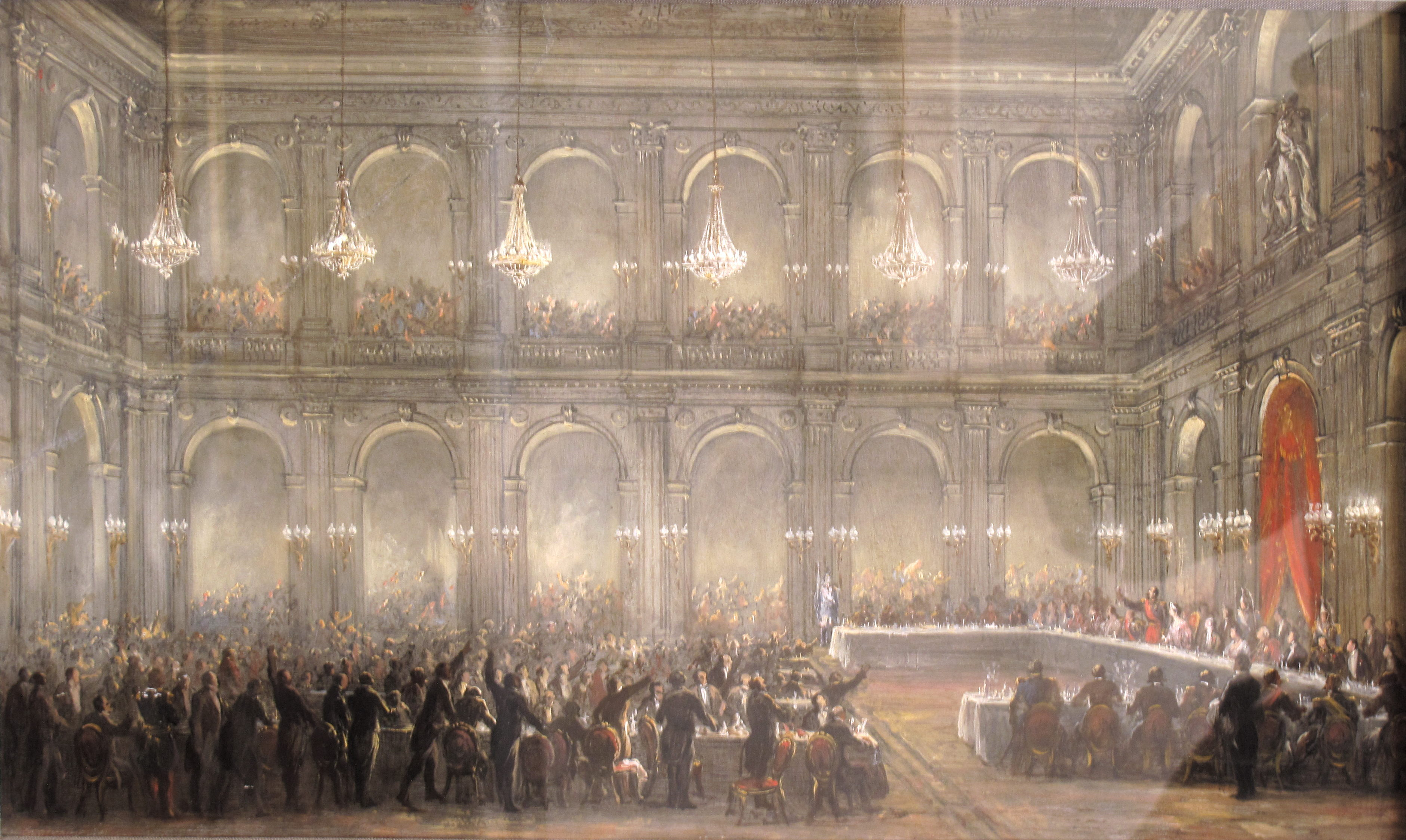
B. Lagier, Le Banquet d'inauguration du palais de la Bourse de Marseille (1860), Marseille, musée de la Marine.

Napoléon III ayant entrepris un grand voyage en Savoie et à Nice à l’occasion du rattachement de ces régions à la France, se rendit, avec l’Impératrice Eugénie, à Marseille pour l’inauguration du palais de la bourse qui eut lieu le lundi 10 septembre 1860. Un banquet de 250 convives fut organisé à l’issue duquel le Président de la chambre M. Jean-Baptiste Pastré fit un discours auquel répondit Napoléon III. L’Empereur souhaita que la ville de Marseille resserre les liens des nations civilisées. La chambre de commerce décida la frappe d’une médaille commémorant la construction et l’inauguration du palais de la bourse.
Mgr Eugène de Mazenod, évêque de Marseille, bénit cette construction au cours d’une cérémonie qui eut lieu le 25 septembre 1860. La date exacte de la prise de possession des locaux n’est pas connue car une grande partie des archives a été détruite par un incendie survenu en août 1944 pendant la libération de la ville.
Le 9 octobre 1934, face au palais de la Bourse, le roi Alexandre Ier de Yougoslavie et le ministre français des Affaires Étrangères, Louis Barthou, sont victimes d'un attentat commis par un nationaliste macédonien.

### Les dégâts de la Seconde Guerre mondiale
Seul de tous les édifices publics, le palais de la bourse devait subir des dégâts au cours des combats pour la libération de la ville. Il reçut des obus de l’artillerie allemande installée à Notre-Dame de la Garde et au fort Saint-Nicolas. Un incendie se déclara le 25 août 1944 et détruisit des archives ; la rupture d’une canalisation d’eau entraina une inondation causant de graves dommages au plafond de la salle d’honneur. Le mécanisme de l’horloge de la façade fut détruit et ne fut remis en marche que le 6 février 1946. Les archives historiques avaient cependant été mises en lieu sûr.

### Le palais de nos jours
Le palais de la bourse abrite des bureaux de la chambre de commerce et d'industrie Marseille-Provence (CCI AMP).
Il a abrité également le musée de la Marine. D’abord ouvert en 1934 sous le nom de Musée d’Histoire de la Chambre de Commerce, transféré en 1946 au parc Chanot, il revient au Palais de la Bourse en 1969. Des expositions y ont attiré un grand public. Il ferme en février 2019. En mars 2022, à la suite de l’annonce d’un projet de vente d’œuvres d’art et objets historiques par la CCI AMP, la presse s’est émue du risque de dispersion des collections du musée,.
Un restaurant a ouvert dans les murs du palais le 12 août 2020,.
Le palais de la Bourse est inscrit au titre des monuments historiques par arrêté du 8 avril 2022.

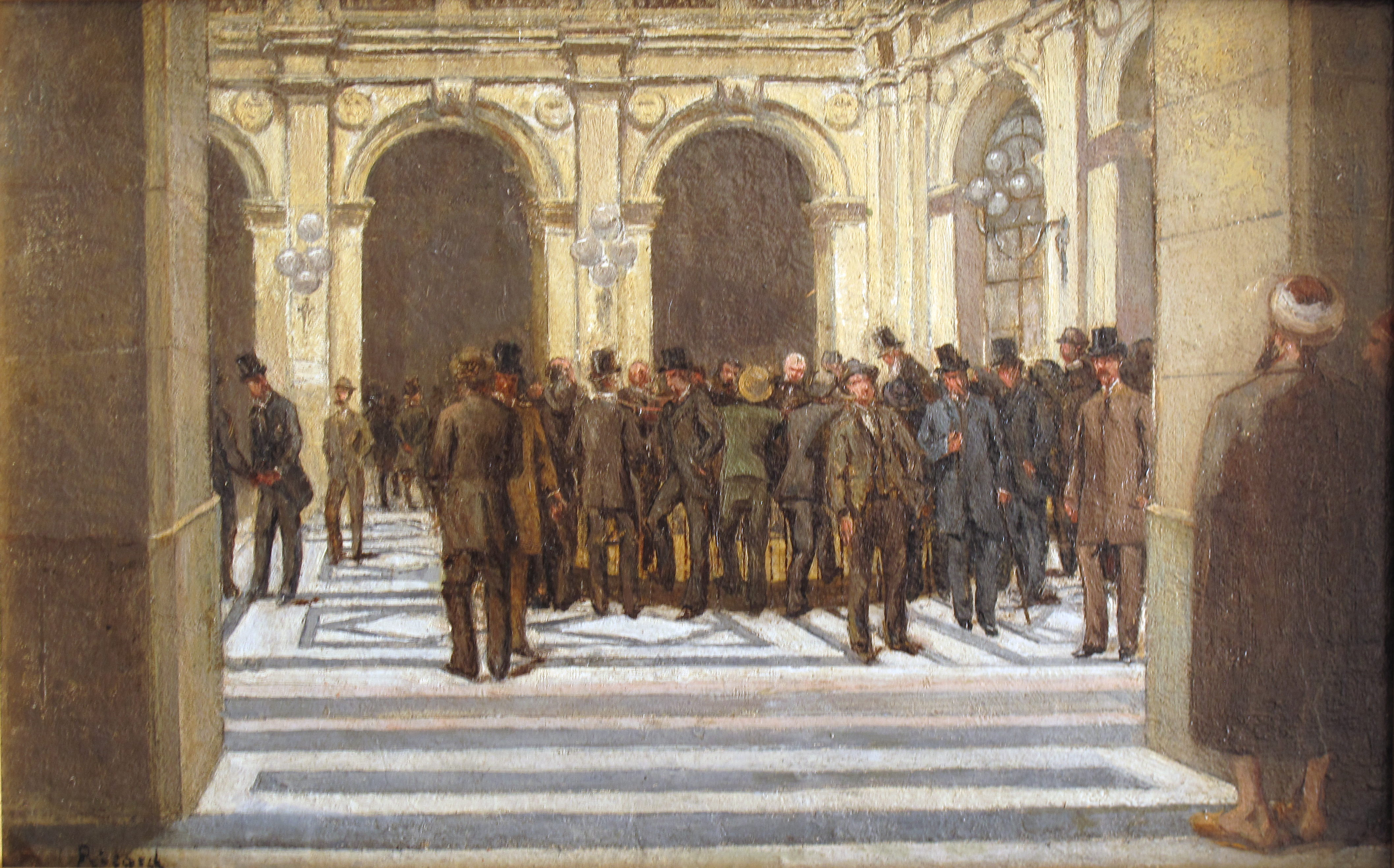
Gustave Ricard, Le Grand hall du palais de la Bourse de Marseille, Marseille, musée de la Marine.
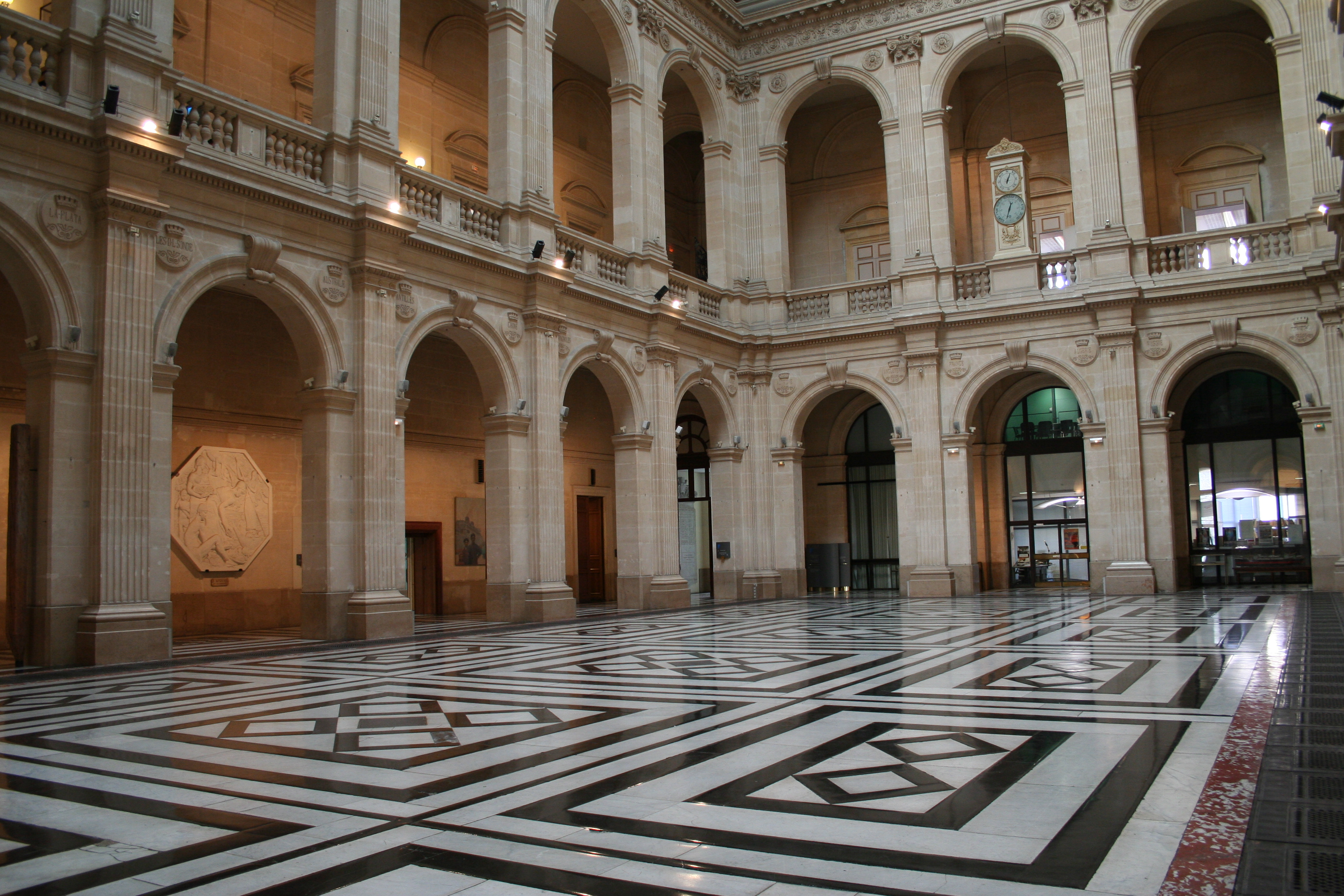
Intérieur du palais de la Bourse.

## Description
Situé en bordure de la Canebière, le palais de la bourse se présente sous la forme d'un rectangle de 47 mètres en façade et de 68 mètres en profondeur. Sa hauteur est de 26 mètres.
Sur la façade principale se trouve un avant-corps central de 4,5 mètres percé de 5 portes monumentales surmontées de 10 colonnes d'ordre corinthien. Au-dessus un attique aux petits pilastres cannelés est orné de 8 cartouches circulaires sur lesquels sont inscrits les noms d’explorateurs : d’Urville, Cook, Magellan, Vespuce, Colomb, Tasman, Gama et La Pérouse. Au centre se trouve l'horloge construite par Henry Lepaute, horloger de l'Empereur et de la ville de Paris. Enfin au sommet une sculpture représentant les armes de la ville flanquée de figures à demi allongées représentant l’océan et la Méditerranée. Aux angles de l’avant-corps sont placées deux antéfixes représentant la force et la paix.
De chaque côté de l’avant-corps sur les ailes aveugles sont sculptés par Auguste Ottin dans des niches encadrées de pilastres que surmonte un fronton triangulaire, les deux navigateurs grecs Euthymènes et Pythéas. Ces sculptures dominent respectivement les allégories de la navigation et du commerce sculptées par Eugène Guillaume.
À l’intérieur un grand hall d'exposition de 1 120 m2 richement pavé de marbre noir et blanc est entouré de 18 arcades : trois au nord et au sud, six à l'est et à l'ouest. Dans les deux tympans de chaque arcade sont inscrits les noms ayant des relations commerciales avec Marseille : Portugal, Égypte, Tunis, îles Ioniennes, Indochine, Cotes d’Afrique, etc. Sur la partie nord le nom de la Prusse a été martelé au cours d'une émeute survenue le 4 septembre 1870 après l'annonce de la défaite de Sedan.
À la galerie du Ier étage se trouvent :
- au nord, un baromètre qui remplace la statue de Napoléon III. Au cours de l'émeute du 4 septembre 1870, cette statue fut décapitée et la tête promenée à travers les rues de la ville. Dès le lendemain la chambre de commerce se réunissait sous la présidence d'Amédée Arnaud pour demander à l’architecte Ferrié de faire procéder à la démolition immédiate de cette statue ;
- au sud, la pendule.

Les voussures du plafond du palais sont dues à François Gilbert et sont composées de dix bas-relief allégoriques en pierre figurant :
- au nord, La Justice consulaire ;
- au sud, La chambre de commerce recevant les plans de la bourse ;
- à l’est, Les Capitulations de la France avec le Levant, la chambre de commerce saluant les consuls et les expéditions scientifiques, la conquête de l'Algérie, la France recevant les trophées conquis en Crimée et en Italie ;
- à l'ouest, La Fondation de Marseille, Marseille devenant chrétienne, départ pour la croisade, réunion de la Provence à la France.

Intérieur du palais de la Bourse
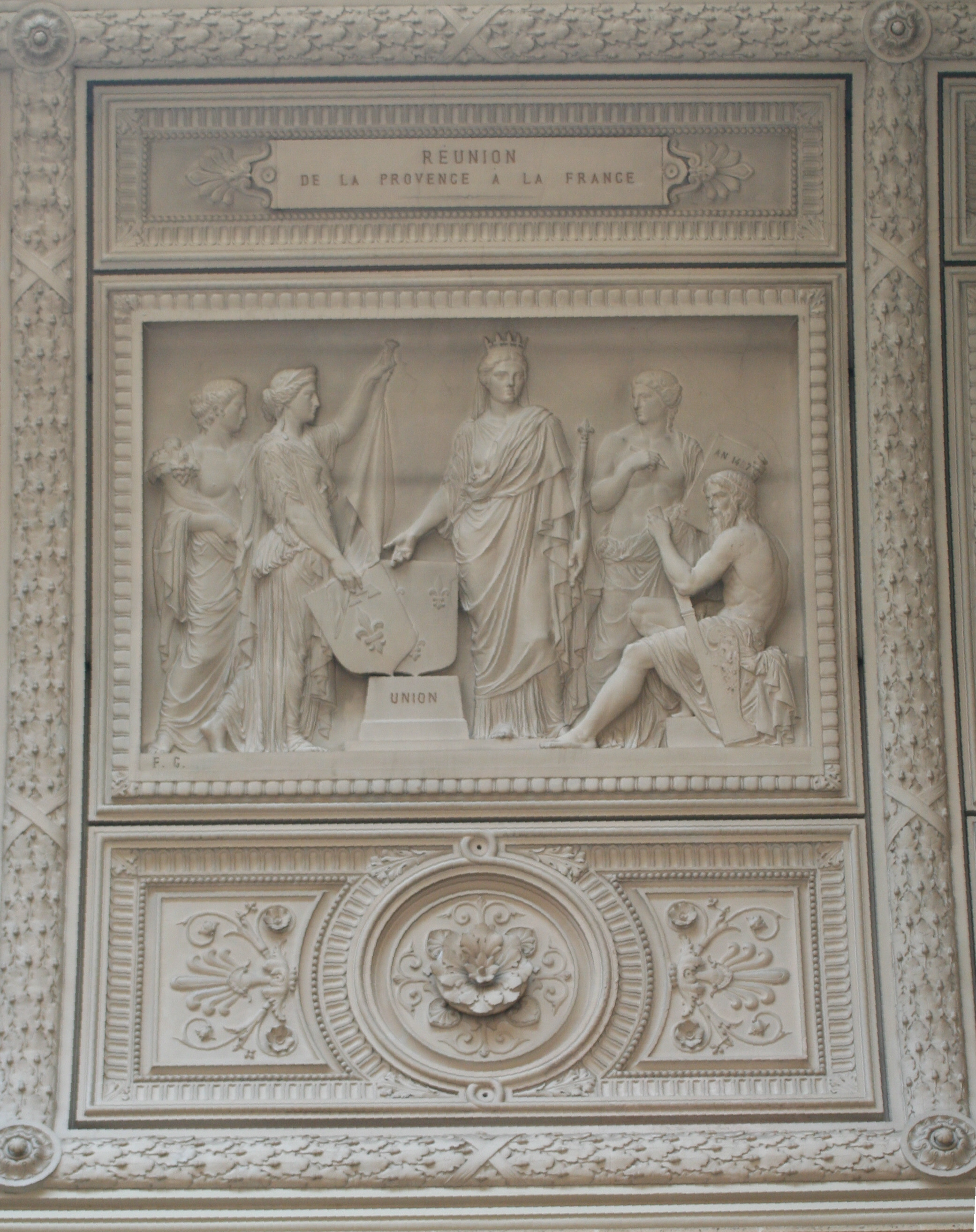
François Gilbert, Réunion de la Provence à la France
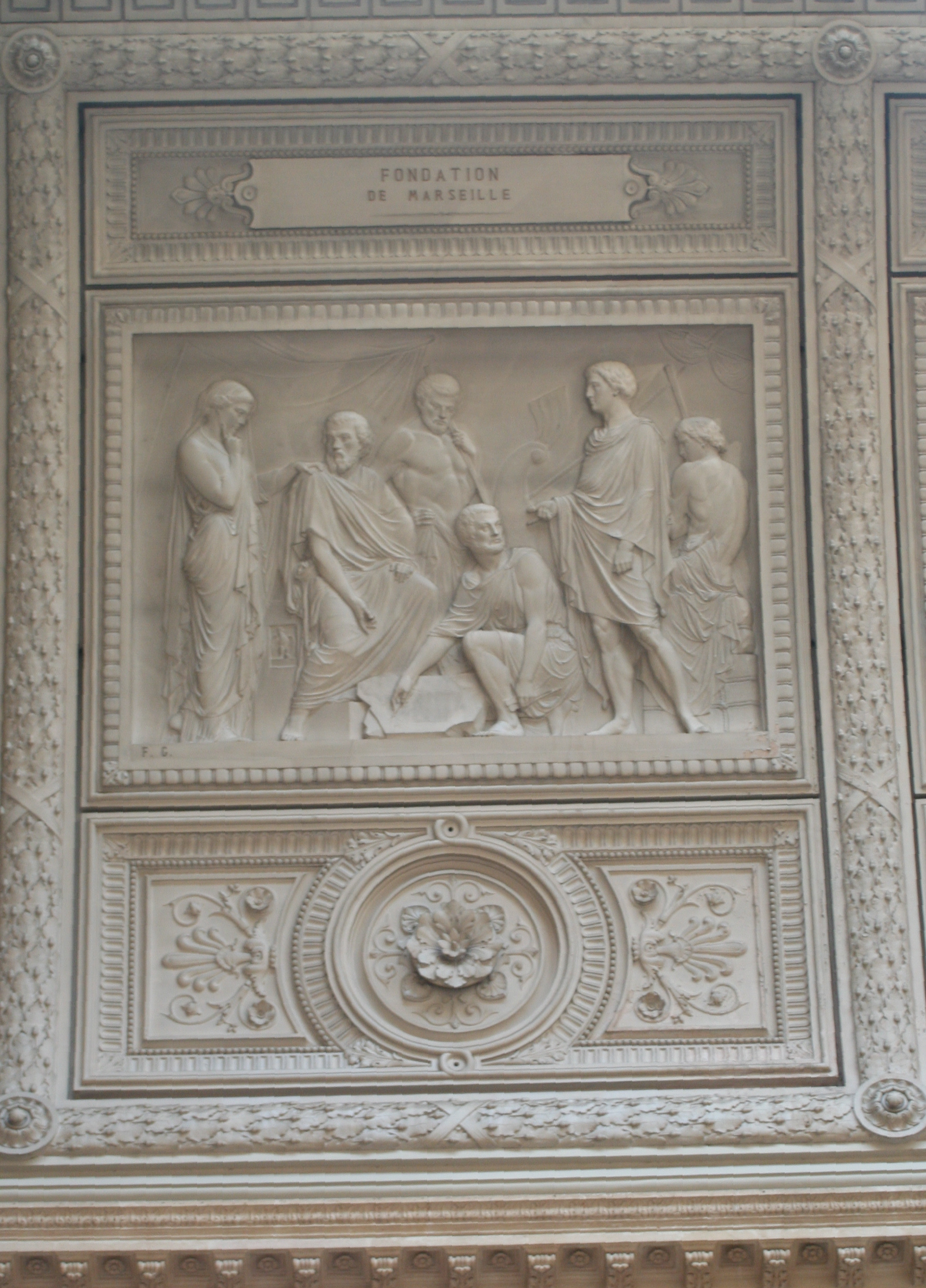
François Gilbert, Fondation de Marseille
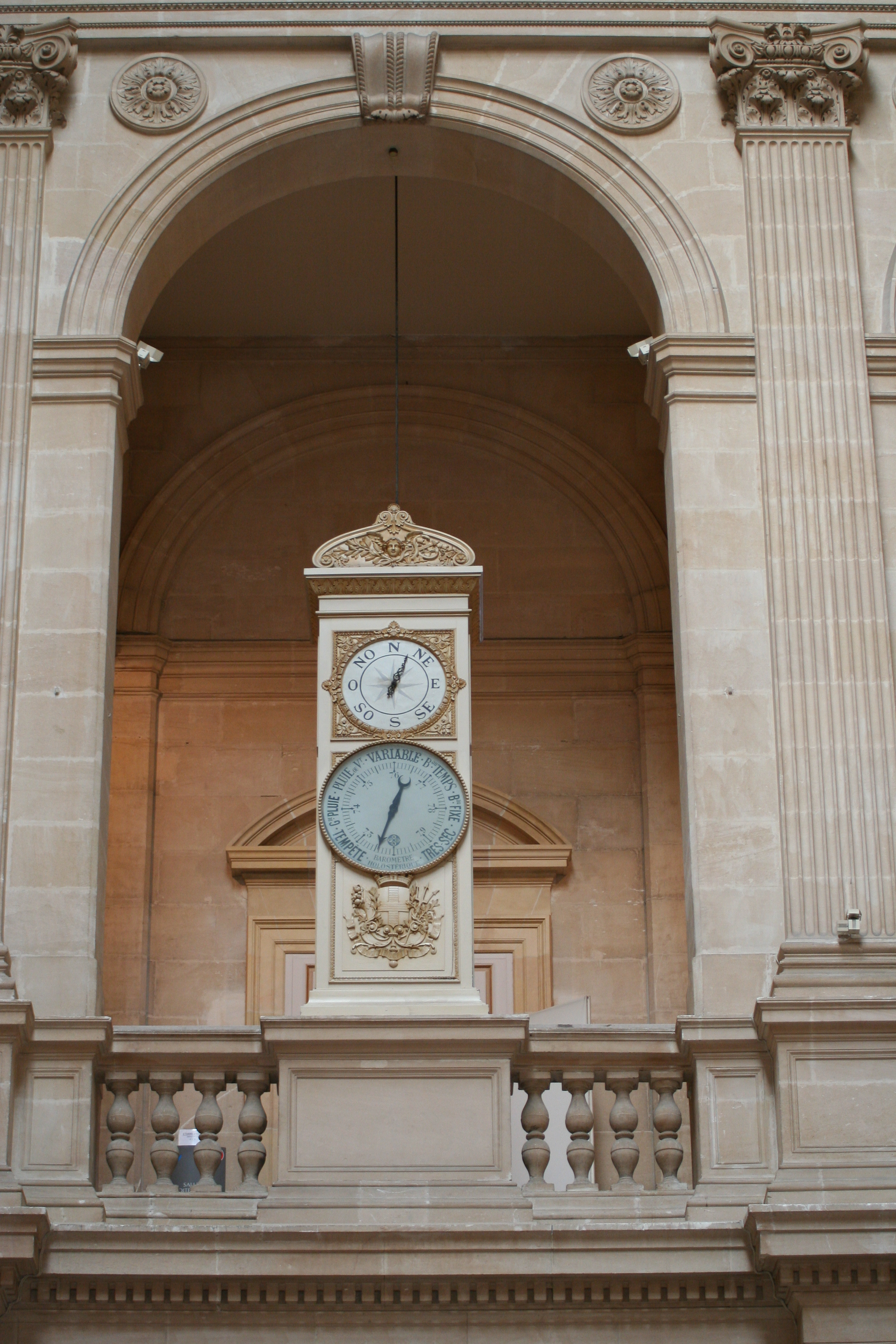
Baromètre.
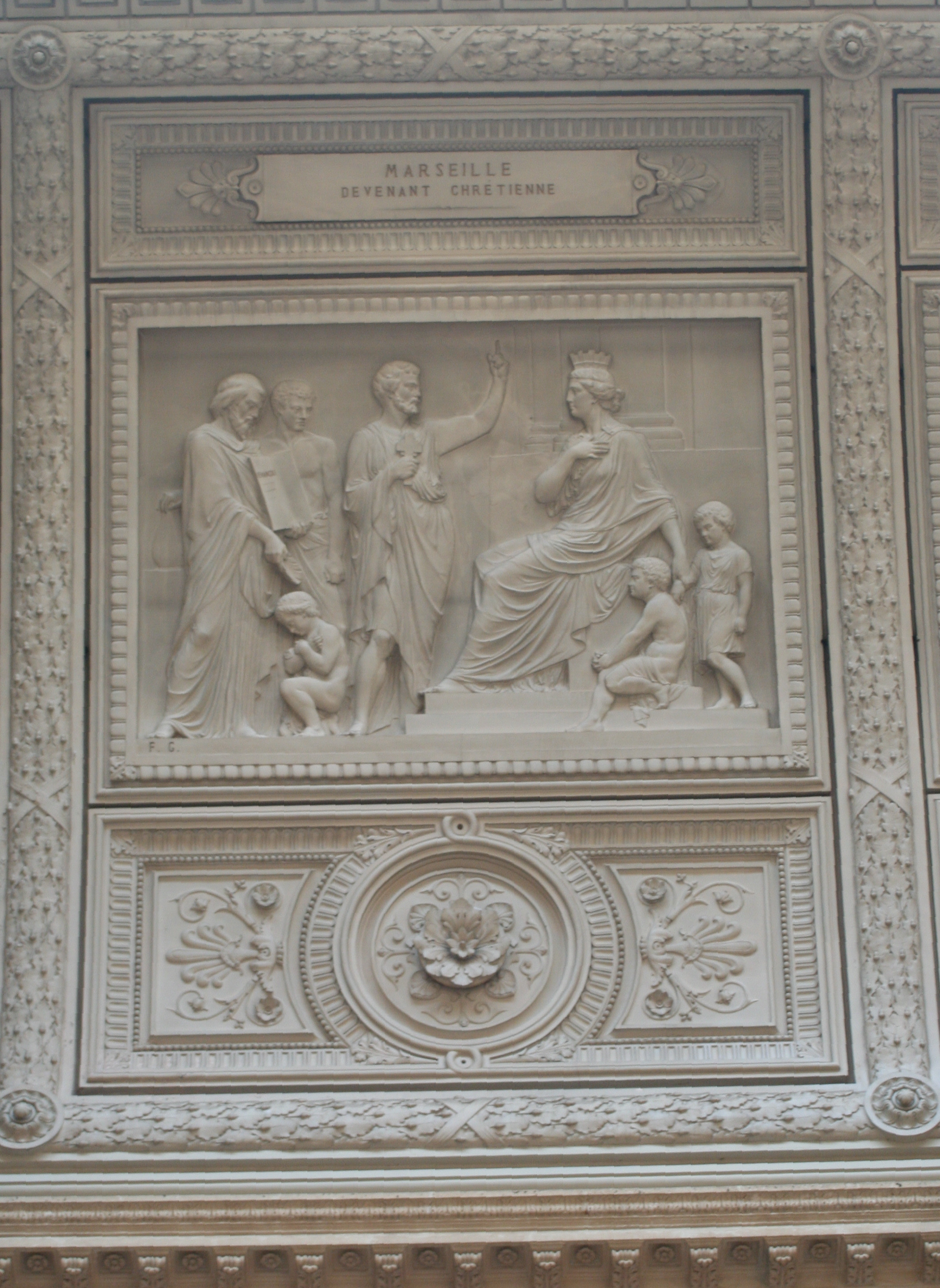
François Gilbert, Marseille devenant chrétienne
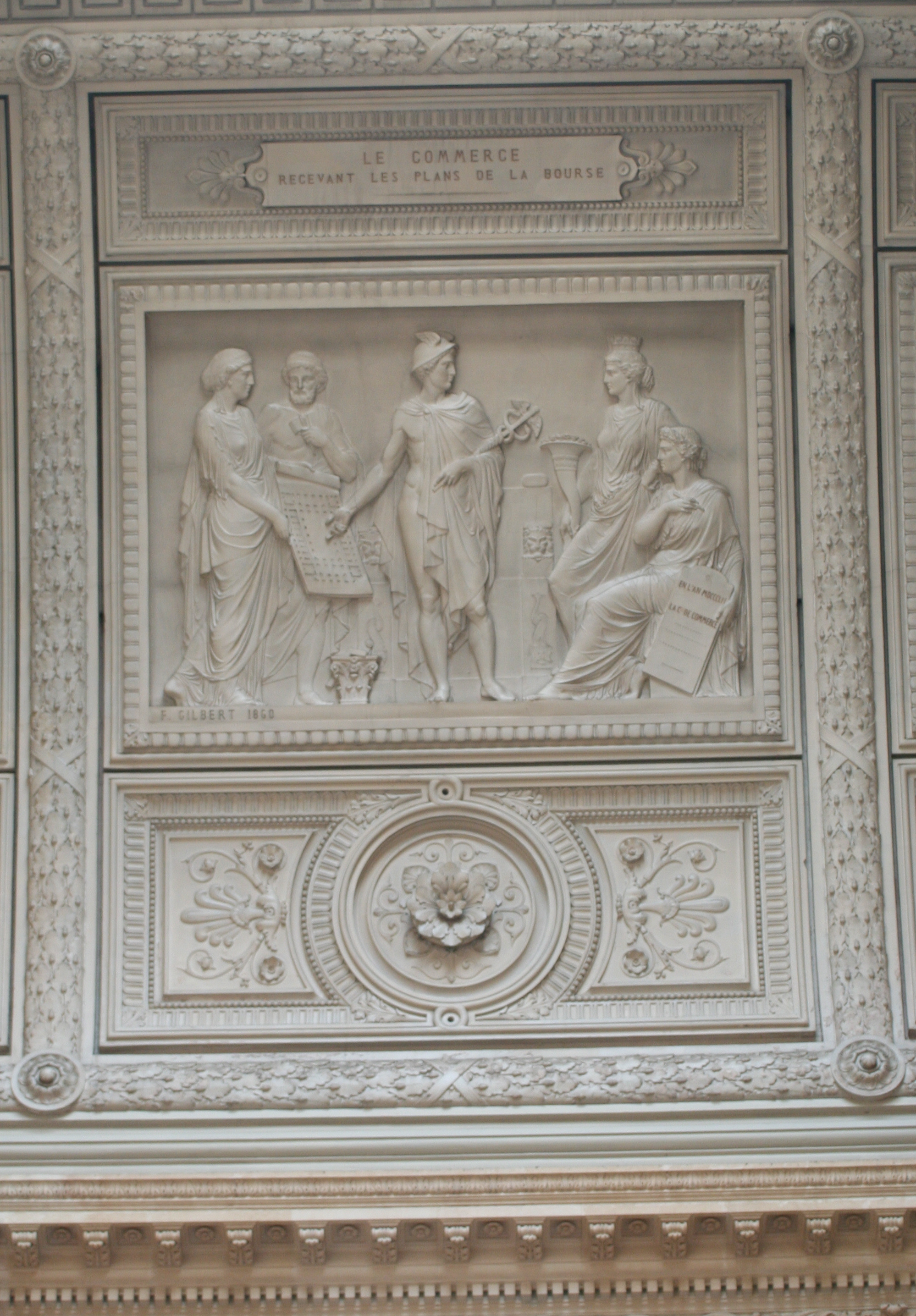
François Gilbert, Le Commerce recevant les plans de la Bourse

## Accès
Ce site est desservi par la station Vieux-Port - Hôtel de Ville du métro de Marseille.

## Pour approfondir